# Fat Lip
Fat Lip (с англ. — «распухшая губа») — первый сингл группы Sum 41 с их второго студийного альбома All Killer No Filler. Летом 2001 года он возглавлял чарты Billboard Modern Rock, MTV Total Request Live и MuchMusic MuchMusic Countdown, став самым успешным синглом в истории группы.

## Подробности сингла
Песня играется в быстром темпе и сочетает такие стили как рэпкор, хип-хоп (в стиле Beastie Boys) и поп-панк, исполняли песню Дерик, Стив и Дэйв. Первоначально песня должна была называться не «Fat Lip», а «Punk Hop» из-за смешения в ней сразу нескольких стилей. На обложке сингла изображён мальчик с распухшей губой. Мальчика зовут Чарли Уайт. Журнал Rolling Stone описал звук песни так: «…как будто Sum 41 в одной песне превратились из Blink-182 в Beastie Boys, а затем в Black Sabbath». После того, как из группы ушёл Дэйв Бэкш, его вокальные партии на концертах исполняет Коун.

## Pain For Pleasure
В клипе на песню в самом конце идёт как бы отдельное видео, в котором Sum 41 поют песню Pain For Pleasure из того же альбома. В этом видео члены группы одеты в стиле музыкантов хеви-метала 80-х годов. В начале клипа группа поёт часть песни «What We’re All About» без музыкального сопровождения.

## Песня в массовой культуре
Песня «Fat Lip» звучит в играх NHL 2002, Guitar Hero 2, GuitarFreaks V4, DrumMania V4 и в фильме Американский пирог 2,а также в конце одного эпизода телесериала Тайны Смолвилля.

## Список композиций
1. «Fat Lip» (3:04)
2. «Makes No Difference» (3:12)
3. «What I Believe» (2:52)
4. «Machine Gun» (2:30)

## Исполнители
- Дерик «Bizzy D» Уибли — вокал, гитара
- Дэйв «Brownsound» Бэкш — вокал, гитара, бэк-вокал
- Джейсон «Cone» МакКэслин — бас, бэк-вокал
- Стив «Stevo 32» Джоз — барабаны, бэк-вокал